# Унија средњошколаца Србије
Унија средњошколаца Србије (скраћено УНСС) је једина независна, репрезентативна средњошколска организација у Србији. Налази се у улици Македонска 21 у Београду.

## Историјат
Унију средњошколаца Србије су основали Душан Басало, Стефан Мандић Рајчевић, Дуња Ресановић, Ана Чолић, Маја Лазић, Јелена Стојановић, Андријана Савковић, Дарко Хоџић, Коста Симоновић и Јанко Радаковић 3. децембра 2003, са циљем стварања организације која ће репрезентовати и заступати средњошколце на националном и европском нивоу. Настала је као визија ученика из Београда да уједине средњошколце у циљу борбе за своја права.
Идеја Уније средњошколаца Србије је да средњошколцима пружи могућност да се информишу, едукују и афирмишу, као и да се развијају у различитим правцима кроз сарадњу са својим вршњацима и ангажовањем на различитим пројектима. Залажу се за оснивање школе у којој ће ученици бити раноправни актери и они који одлучују, а не пасивни примаоци знања, као и за развијање и јачање мреже ученичких парламената у Србији.
Унија средњошколаца Србије је аутор Приручника: како до визуелног идентитета ученичког парламента и неформалних средњошколских група 2021. и Приручника за наставнике – коришћење вештачке интелигенције у учионици 2023. године.
Члан је Европске организације средњошколаца од 2006. године, Кровне организације младих Србије у чијем су оснивању учествовали, Националне асоцијације практичара/ки омладинског рада од 2021. и Мреже организација за децу Србије од 2024.
Од када је скупштина Уједињених нација прогласила 17. новембар као Међународни дан ученика (средњошколаца и студената), тај дан прослављају као свој.

## Пројекти
Пројекти Уније средњошколаца Србије:
- Ученички парламент – инструмент за развој демократије и активизма
- Journalism, Activism and Media for Youth – JAMY
- Средњошколска лабораторија – оснаживање омладинског активизма на локалном и националном нивоу
- Средњошколци у причи – развој капацитета средњошколаца за активно учешће кроз едукацију, дијалог и подстицање на активизам[6]
- Средњошколци у фокусу!
- #Дигитизам – Развој капацитета младих и омладинских организација за дигитални грађански активизам
- Уједињени стижемо даље!
- Средњошколци за Средњошколце
- Средњошколска академија одрживог развоја – Учи. Размисли. Покрени се.
- Вршњачка подршка за наставак образовања припадника националних мањина – Нико није сам!
- Подршка јачању ученичке партиципације за грађанско образовање – Демократија се учи у школи!
- #МладиАлиАктивни – ка активнијим средњошколцима
- Будућност #за5
- Млади за еколошку правду – право младих за живот у здравој и одрживој средини
- Вече друштвених игара – КОРАК
- Права на сунце!
- Развој капацитета ученичких парламената – Супер школа!
- Институционална подршка раду УНСС
- Средњошколска академије одрживог развоја 2.0 – ученици за одрживи развој кроз образовање за људска права
- Supporting youth environmental activism with creative and youth-made tools – #EnvironmenTOOL
- Средњошколска парламентаризација
- Почнимо музиком

У оквиру Програма развоја заједнице Унија средњошколаца Србије окупља мрежу од 196 средњих школа, својих чланица из 76 места широм Србије, као и активисте и активисткиње из целе Србије у оквиру Базена активиста – неформалног тела Уније средњошколаца Србије. Сарађује са ученичким домовима и бави се ученичким стандардом, као и оснаживањем средњошколске неформалне групе и организације. Подржава лични, професионални и активистички ангажман и развој појединаца.